# District de Limoges
Le district de Limoges est une ancienne division territoriale française du département de la Haute-Vienne de 1790 à 1795.
Il était composé des cantons de Limoges, Aixe, Ambazat, Nieuil, Pierre Buffière et Solignac.